# Kai Nielsen
Pour les articles homonymes, voir Nielsen.
Kai Nielsen, né le 15 mai 1926 et mort le 7 avril 2021, est un philosophe et professeur canadien. L'une des figures majeures de l'athéisme contemporain, il enseigne à l'Université Concordia. Il se spécialise dans la métaphilosophie, l'éthique et la philosophie sociale et politique. Il est connu pour sa défense de l'utilitarisme, en réponse à la critique de Bernard Williams.
Nielsen a obtenu son B.A. à l'université de Caroline du Nord à Chapel Hill et son Ph.D. à l'université Duke. Il est l'auteur de trente-deux livres et quatre cent quinze articles. Membre de la Société royale du Canada et ancien président de l'Association canadienne de philosophie, il est aussi l'un des membres fondateurs du Canadian Journal of Philosophy 

## Œuvres
- Wittgensteinian Fideism?, 2006,  (ISBN 0-334-04005-1)
- Atheism And Philosophy, 2005,  (ISBN 1-59102-298-3)
- Globalization And Justice, 2002,  (ISBN 1-59102-054-9)
- Naturalism and Religion, 2001,  (ISBN 1-57392-853-4)
- Exploitation, 2001,  (ISBN 0-391-04000-6)
- Why be Moral?, 1997,  (ISBN 0-87975-519-9)
- Naturalism without Foundations, 1996,  (ISBN 1-57392-076-2)
- Philosophy Atheism, 1996,  (ISBN 0-87975-289-0)
- On transforming philosophy: A metaphilosophical inquiry, 1995,  (ISBN 0-8133-0666-3)
- God And The Grounding Of Morality, 1991,  (ISBN 0-7766-0328-0)
- After the demise of the tradition: Rorty, critical theory, and the fate of philosophy,1991,  (ISBN 0-8133-8044-8)
- Ethics without God, 1990,  (ISBN 0-87975-552-0)
- God, Skepticism and modernity, 1989,  (ISBN 0-7766-0241-1)
- Marxism and the Moral Point of View: Morality, Ideology, and Historical Materialism, 1989,  (ISBN 0-8133-0653-1)
- Equality & Liberty: A Defense of Radical Egalitarianism, 1986,  (ISBN 0-8476-7516-5)
- Philosophy & atheism : in defense of atheism, 1985,  (ISBN 0-87975-289-0)
- An Introduction to the Philosophy of Religion,1983,  (ISBN 0-312-43310-7)
- Marx and Morality, 1981,  (ISBN 0-919491-01-4)
- Scepticism, 1973,  (ISBN 0-333-10263-0)
- Reason and practice; a modern introduction to philosophy, 1971,  (ISBN 0-06-044836-9)
- Contemporary Critiques of Religion, 1971,  (ISBN 0-333-06963-3)

### Dialogues philosophiques et débats dans ses livres
- Cosmopolitan Justice, 2007,  (ISBN 0-13-140388-5)
- Walking the Tightrope of Faith, 1999,  (ISBN 90-420-0706-0)
- Rethinking nationalism, 1998, (Canadian journal of philosophy) ;  (ISBN 0-919491-22-7)
- On the relevance of metaethics: New essays on metaethics, 1996,  (ISBN 0-919491-21-9)
- Méta-philosophie : reconstructuring philosophy?, 1994,  (ISBN 0-919491-19-7)
- Ethique et rationalité, ,1992,  (ISBN 2-87009-478-7)
- Does God Exist? the Great Debate: The Great Debate, 1990,  (ISBN 0-8407-7180-0)
- Search for Community in a Withering Tradition: Conversations Between a Marxian Atheist and a Calvinian Christian, 1990,  (ISBN 0-8191-7990-6)
- Analyzing Marxism : new essays on analytical Marxism / édité par Robert Ware & Kai Nielsen, 1989, Canadian journal of philosophy. Supplementary volume. 0229-7051 ; 15,  (ISBN 0-919491-15-4)
- Science Morality and Feminist Theory, 1987,  (ISBN 0-919491-13-8)
- New essays in ethics and public policy / édité par Kai Nielsen and Steven C. Patten, 1982,  (ISBN 0-919491-08-1)
- New essays on John Stuart Mill and utilitarianism / édité par Wesley E. Cooper, Kai Nielsen, and Steven C. Patten, 1979, Canadian journal of philosophy. Supplementary volume. v. 5
- New essays on contract theory / édité par Kai Nielsen and Roger A. Shiner, 1977, Canadian journal of philosophy. Supplementary volume. v. 3
- Philosophy & political action; essays edited for the New York Group of the Society for Philosophy and Public Affairs, 1972,  (ISBN 0-19-501503-7)